# Permanganato

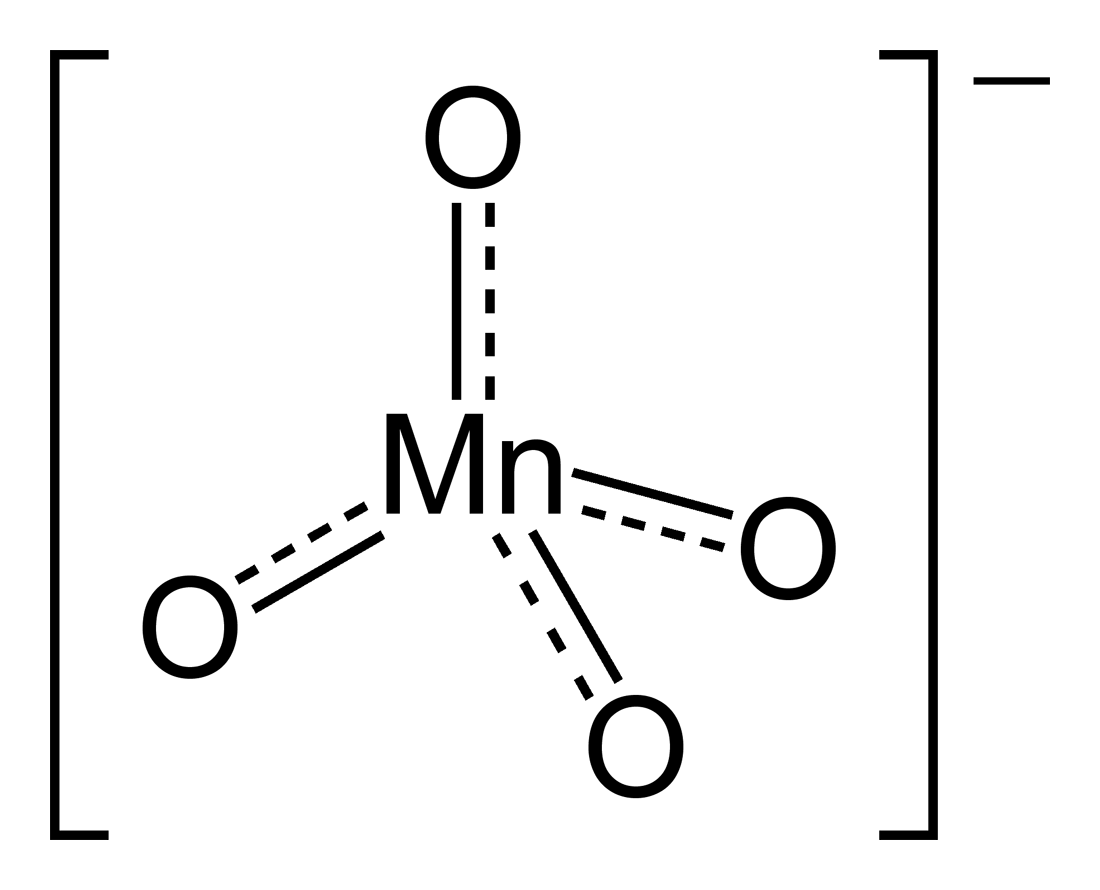
Anión permanganato.

Los permanganatos son las sales del ácido permangánico, de fórmula HMnO
4. Se trata de sustancias de un intenso color violeta y alto poder oxidante que contienen el anión MnO–
4 y por lo tanto el manganeso en su mayor estado de oxidación, (VII).

## Reacciones
El anión permanganato tiene un potencial normal de electrodo muy alto, lo que lo convierte en un oxidante muy fuerte, pudiendo ser reducido por el agua liberando el oxígeno de esta.
{\displaystyle {\ce {4MnO4- + 4H+ -> 3O2 + 2H2O + 4MnO2}}}
Sin embargo, esta reacción es muy lenta, sobre todo en ausencia de luz y en medios neutros y alcalinos, lo que hace que esta sustancia sea cinéticamente estable en disolución acuosa. En disolución ácida, aunque lenta, la reducción del permanganato por el agua es observable.Esta reacción puede ser activada aumentando la temperatura. Así, calentando permanganato en disolución alcalina se libera oxígeno molecular y se forma el anión manganato, MnO2–
4, de color verde:
{\displaystyle {\ce {4MnO4- + 4OH- -> 4MnO4^2- + O2 + 2H2O}}}
En contacto con algunas sustancias orgánicas da lugar a reacciones fuertemente exotérmicas que pueden provocar incendios. Así una gota de glicerina aplicada a un cono de 2-3 g de permanganato de potasio en polvo lleva rápidamente primero a la generación de humo y luego a una llama violácea por la presencia del potasio.
En disolución ácida su reducción suele llegar hasta el manganeso(II), un catión casi incoloro o rosa muy pálido en disoluciones concentradas. La reacción es acelerada por la presencia de cationes manganeso(II) (reacción autocatalítica) y aprovechada en determinaciones volumétricas (permanganimetría) de sustancias como Fe(II), sulfito (SO32-) o agua peróxido de hidrógeno (H2O2). En disolución neutra o ligeramente básica la reducción solo lleva hasta el óxido de manganeso(IV), MnO
2, sustancia poco salubre en medio acuoso, que precipita como un sólido marrón. Mientras que si la disolución es fuertemente alcalina, el MnO−
4 se reduce hasta manganeso(VI) en forma de anión manganato, de color verde
{\displaystyle {\ce {2MnO4- + H2O2 + 2OH- -> 2MnO4^2- + O2 + 2H2O}}}
Sin embargo, con un exceso de una sustancia fuertemente reductora, incluso en medios fuertemente básicos se consigue la reducción hasta Mn(IV): 
{\displaystyle {\ce {2MnO4- + 3SO3^2- + H2O -> 2MnO2 + SO4^2- + 2OH-}}}
El anión manganato, estable en disolución altamente alcalina, dismuta cuando se acidifica la disolución para dar manganeso en estados de oxidación (VII) y (IV).
{\displaystyle {\ce {3MnO^2- + 4H+ -> 2MnO4- + MnO2 + 2H2O}}}

## Síntesis
El permanganato más conocido es el permanganato de potasio, KMnO4. Se obtiene mediante electrólisis o por dismutación de una disolución de manganato de potasio (K
2MnO
4) en medio ácido.

## Aplicaciones
El permanganato de potasio se utiliza como oxidante en diversos procesos técnicos. Por ejemplo se aprovecha para oxidar el grupo metilo del ácido o-metilclorosulfónico a carboxilato en la síntesis de la sacarina. En el tratamiento de las aguas residuales a veces se añade permanganato como desinfectante, oxidante  de la materia orgánica y para ayudar a la floculación. En medicina se utiliza a veces una disolución diluida como desinfectante bucal. Por último, de forma ilícita, el permanganato se utiliza en países productores de cocaína para la purificación de esta.

## Consejos
Las manchas generadas por el permanganato suelen ser debidas a la formación de óxidos de manganeso y se eliminan fácilmente con disoluciones ligeramente aciduladas de sulfito o tiosulfato. Sin embargo estas sustancias pueden generar en los tejidos, tras la exposición al sol, manchas amarillas, por lo que se prefiere usar ácido oxálico.

## Teoría
El color violeta intenso se debe a una transferencia de carga de entre los oxígenos y el átomo de manganeso central.
El ácido oxálico es un reductor del permanganato y neutralizante de los óxidos de manganeso que generan manchas.